# فريدريك ألبرت لويد
فريدريك ألبرت لويد (بالإنجليزية: Frederick Ebenezer Lloyd)‏ هو قسيس أمريكي، ولد في 1859، وتوفي في 1933.